# Retrophyllum piresii
Retrophyllum piresii är en barrträdart som först beskrevs av John Silba, och fick sitt nu gällande namn av Christopher Nigel Page. Retrophyllum piresii ingår i släktet Retrophyllum och familjen Podocarpaceae. IUCN kategoriserar arten globalt som otillräckligt studerad. Inga underarter finns listade i Catalogue of Life.